# Diavolo di papero
Diavolo di papero (Ducking the Devil) è un film del 1957 diretto da Robert McKimson. È un cortometraggio animato della serie Merrie Melodies, prodotto dalla Warner Bros. e uscito negli Stati Uniti il 17 agosto 1957. È l'unico cortometraggio classico in cui il Diavolo della Tasmania è contrapposto ad un avversario diverso da Bugs Bunny (in questo caso Daffy Duck). Dal 1997 viene distribuito col titolo Attenti al diavolo.

## Trama
A bordo di un furgone blindato, Taz viene portato in una gabbia dello zoo, ma riesce a fuggire, scatenando il panico nei visitatori. Nel frattempo, Daffy Duck è seduto su una poltrona galleggiante nel suo laghetto e legge della fuga di Taz su un giornale. Taz presto lo trova e comincia a dare la caccia al papero. Fuggendo dalle fauci affamate di Taz, Daffy sente un notiziario alla radio in cui un annunciatore dice che è pronta una ricompensa di 5000 $ per la cattura del diavolo. Viene inoltre rivelato che l'animale diventa mansueto ascoltando la musica. Daffy tenta inizialmente di ammaliare Taz fino allo zoo con la musica della radio, ma la prolunga elettrica della stessa non è abbastanza lunga e si stacca lungo il tragitto. Daffy successivamente prova con un trombone e una cornamusa, ma senza successo. Alla fine, il papero decide di ricorrere alla propria voce e di ammaliare Taz cantando una serenata, riuscendo infine a condurre Taz nella propria gabbia, e quindi a intascare i soldi. Uno dei bigliettoni di Daffy cade però a terra e viene afferrato da Taz, scatenando l'ira del papero, che entra nella gabbia e comincia a picchiare la bestia con lo scopo di riaverlo indietro. Daffy risulta vincitore uscendo dalla gabbia con in mano il dollaro in parte rovinato.

## Distribuzione

### Edizione italiana
Il corto fu doppiato negli anni '80 dalla Effe Elle Due per la trasmissione televisiva, con la direzione di Franco Latini e dialoghi a opera di Maria Pinto in alcune occasioni differenti dagli originali. In questa edizione la canzone di Daffy Duck è rimasta in originale. Nel 1997, per l'uscita in VHS, fu eseguito un nuovo doppiaggio dalla Angriservices Edizioni, doppiando anche la canzone di Daffy. Nel DVD Il meglio di Warner Bros. - 50 Cartoons da collezione Looney Tunes tuttavia è stato ripristinato il primo doppiaggio.

### Edizioni home video

#### VHS
- Le stelle di Space Jam: Taz (marzo 1997)
- Taz alla riscossa (22 maggio 2002)

#### DVD
- Looney Tunes Super Stars - Daffy Duck - Un papero fallito
- Il meglio di Warner Bros. - 50 Cartoons da collezione Looney Tunes